# Janela de lançamento

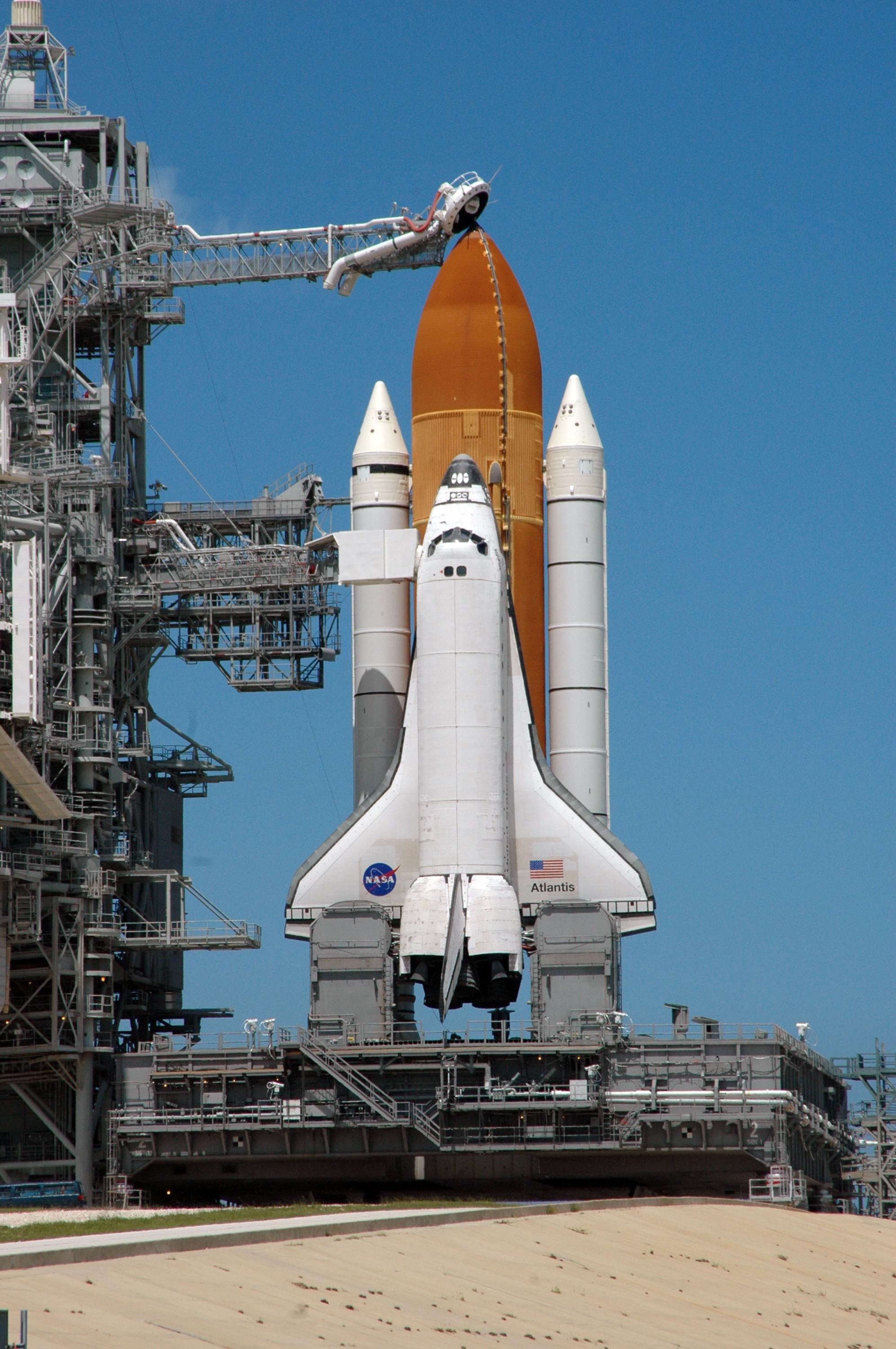
Preparação de um lançamento

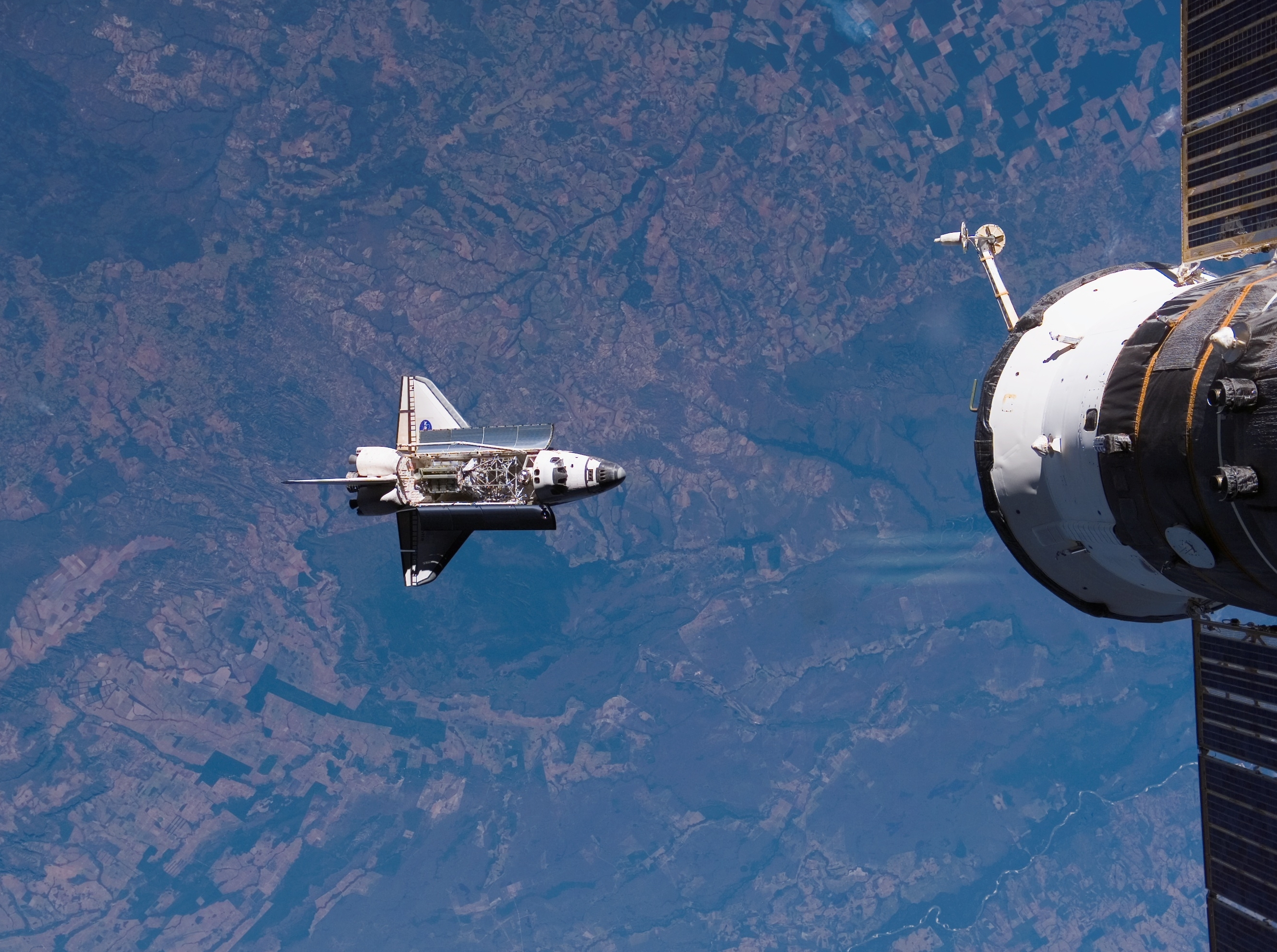
Ônibus espacial Atlantis se aproxima da ISS

Janela de Lançamento é um termo usado, em linguagem astronáutica, para descrever um período de tempo em que todas as condições estejam favoráveis para o lançamento de um foguete.
Os foguetes são lançados para diversas missões, como carregar espaçonaves, satélites, sondas, telescópios etc.
Para alcançar uma estação espacial ou outro veículo que já esteja em órbita, por exemplo, uma janela de lançamento se "abrirá" quando o plano orbital de destino se cruzar com a trajetória do foguete (em geral acima do local de lançamento). No entanto, essa janela pode ser "bloqueada" por diversos fatores. As condições meteorológicas precisam estar favoráveis para que um lançamento seja efetivado. São consideradas previsões de chuvas, formação de nuvens capazes de gerar descargas elétricas, medição da intensidade de campos elétricos, visibilidade, velocidade do vento etc.
Em voos tripulados, como no caso do Ônibus Espacial, é extremamente importante que as condições sejam apropriadas para trazer os astronautas de volta em segurança, caso ocorra alguma falha, e as condições são consideradas também para os locais alternativos para aterrissagens no caso de emergências, assim como, fuso horário e condições de pistas. Até mesmo a inclinação do eixo da Terra em relação a sua órbita ao redor do Sol pode "bloquear" ou deixar uma janela de lançamento "estreita", como já ocorreu em missões para a Estação Espacial Internacional.
Para ir a um outro planeta, as janelas de lançamentos, para órbitas de transferência de menor consumo de combustível, se abrem de forma periódica, dado pelo período sinódico. No caso do planeta Marte, por exemplo, conforme os dois planetas (Terra e Marte) avançam em suas órbitas ao redor do Sol uma janela de lançamento, com duração de alguns meses, se abre a cada 2,135 anos ou 780 dias.